# Conus amplus
Conus amplus é uma espécie de gastrópode do gênero Conus, pertencente à família Conidae.